# Trieste (L9890)
Trieste (L9890) je víceúčelová vrtulníková výsadková loď italského námořnictva. Sekundárně může sloužit jako lehká letadlová loď. Mezi její hlavní úkoly patří přeprava a výsadek vojáků, vozidel a dalšího nákladu, přičemž může sloužit i jako plovoucí nemocnice, zdroj pitné vody a elektrické energie. Ve službě je od roku 2024. Domovskou základnou plavidla je Taranto.
Stavba Trieste je součástí širšího programu obnovy italské floty, který mimo jiné zahrnuje stavbu velké výsadkové lodě, sérii víceúčelových hlídkových lodí třídy Thaon di Revel, logistickou podpůrnou loď Vulcano (A5335) a dva rychlé čluny třídy Angelo Cabrini. Zároveň Triestezapočne náhradu stávajících malých výsadkových lodí třídy San Giorgio.

## Stavba

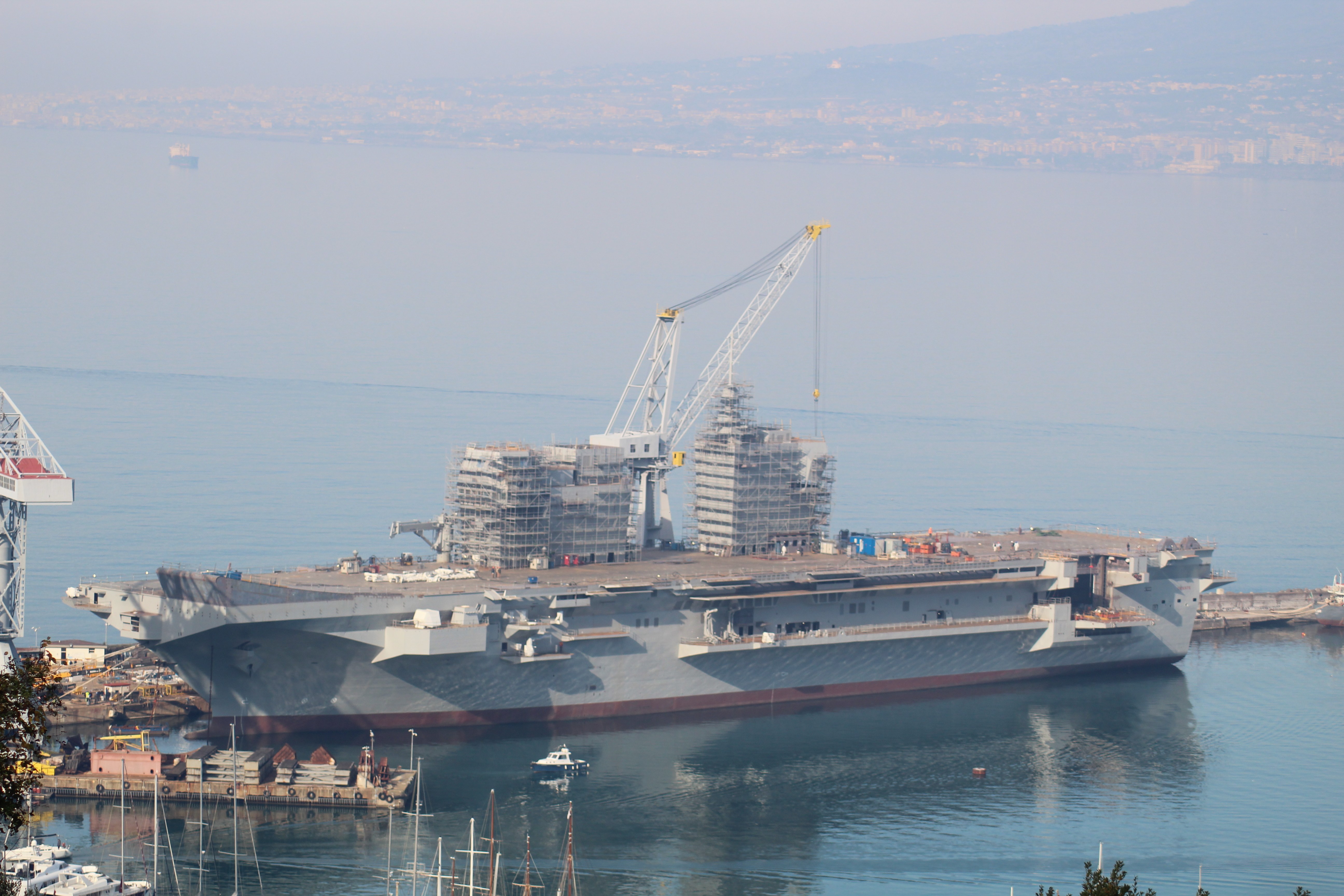
Trieste během stavby

Kontrakt v hodnotě 1,1 miliardy euro na stavbu nové vrtulníkové výsadkové lodě získalo v červenci 2015 konsorcium Raggruppamento Temporaneo di Impresa (RTI), tvořené loděnicí Fincantieri a zbrojovkou Finmeccanica (nyní Leonardo). Plavidlo posavila loděnice Fincantieri ve své loděnici Castellammare di Stabia, přičemž jeho vystrojení a předání zajistila loděnice Muggiano poblíž La Spezia.
Slavnostní první řezání oceli proběhlo 12. července 2017. Kýl byl založen 20. února 2018. Spuštění plavidla na vodu proběhlo 25. května 2019. Přítomen byl italský prezident Sergio Mattarella a velitel námořnictva Valter Girardelli. Do služby bylo plavidlo přijato 7. prosince 2024. Operační způsobilosti F-35B Trieste dosáhne po instalaci dalšího vybavení a certifikaci.

## Konstrukce
Kromě 200 členů posádky loď pojme až 750 vojáků, tanky, vozidla a další vybavení. Vozidlová paluba má plochu 1 200 m². Prostory pro náklad jsou přístupné pomocí boční a záďové rampy. Vnitřní prostory jsou propojené pomocí systému ramp a výtahů. Trieste je vybavena pro velení výsadkovým operacím a nese malou palubní nemocnicí. Je vybavena průběžnou letovou palubou s devíti přistávacími body pro vrtulníky a ostrovem na pravoboku. Na přídi palubu doplňuje skokanský můstek pro starty bojových letounů. S podpalubím ji spojí dva výtahy. Z plavidla může operovat až 12 vrtulníků různých typů (např.EH-101, NH90, AW129). Kromě vrtulníků může nést až dvacet bojových letounů F-35B. Ze zaplavitelného záďového doku operují až čtyři vyloďovací čluny LCM s nosností 60 tun. Objednány byly také dva rychlé útočné čluny od loděnice Baglietto.
Výzbroj tvoří tři 76mm/62 kanóny OTO Melara Super Rapid, tři 25mm kanóny KBA 25/80 a 12,7mm kulomety. Na palubě je zároveň příprava pro instalaci vertikálních vypouštěcích sil Sylver pro protiletadlové řízené střely Aster nebo CAMM. Pohonný systém je koncepce CODLOG. Tvoří jej dvě plynové turbíny Rolls-Royce MT30, každá o výkonu 11 000 kW a dva diesely, každý o výkonu 6 500 kW. Elektrickou energii dodávají čtyři generátory, každý o výkonu 2 500 kW. Nejvyšší rychlost dosahuje 25 uzlů a cestovní rychlost 16 uzlů. Dosah je 7000 námořních mil při rychlosti 16 uzlů.